# Pau Gasol
Pau Gasol Saez (n. 6 iulie 1980, Barcelona, Catalonia, Spania) este un jucător spaniol de baschet retras din activitate. A devenit al doilea jucător spaniol în NBA după Fernando Martin, fiind primul ales pentru a juca un All-Star Game NBA (Houston 2006), pentru a se califica pentru playoff (cu Memphis Grizzlies în 2003-04), și în obținerea campionatul NBA (în două rânduri cu los Angeles Lakers în 2008-09 și 2009-10). În sezonul 2014-2015 Pau Gasol a izbutit un alt record cu fratele lui Marc Gasol, fiind primii frați ca titulari într-un all-star. Pau a adăugat a 5-a participare într-un all-star game din NBA.